# Вільгельм Отто Дітріх
Вільгельм Отто Дітріх (нім. Wilhelm Otto Dietrich; 1881-1964) — німецький палеонтолог.

## Життєпис
У 1899—1904 роках вивчав геологію і палеонтологію у технічному університеті Штутгарта і університеті Тюбінгена, де він у 1903 році отримав докторський ступінь. Згодом він продовжив навчання у Фрайбурзькому університеті, де вивчав петрографію.
У 1904 році він став помічником Ернста Антона Вюльфінга в Геолого-мінералогічному інституті Гданського університету. У 1907 році лікувався в Швейцарії від отосклерозу, який став причиною глухоти.
У 1908 році був помічником Ебергард Фраас під час палеонтологічних розкопок плейстоценової фауни у Штайнгайм-ан-дер-Муррі. Досліджував рештки гігантського оленя і мамонта. У 1911 році він став помічником Вільгельма фон Бранка в Геолого-палеонтологічному інституті та музеї університету Гумбольдта в Берліні, Він залишався там до кінця своєї кар'єри, став головним помічником і куратором; після Бранка працював з Йозефом Феліксом Помпецькі і Гансом Штілле.
На додаток до палеонтології ссавців, він займався вивченням форамініфер, коралів, молюсків і равликів у колекції музею.
У 1942 році він став почесним членом Палеонтологічного товариства, почесним членом Асоціації природознавства Вюртемберга (1956) і Геологічного товариства Верхнього Рейну (1959). У 1957 році він отримав медаль Ганса Штілле. У 1959 році Дітріх пішов у відставку, але продовжував працювати в інституті. У 1962 році він був нагороджений орденом «За заслуги перед Вітчизною у сріблі». Помер від пневмонії у 1964 році.